# Adolf Reich
Adolf Reich (30 de abril de 1887 a 19 de noviembre de 1963) fue un retratista, paisajista y pintor de guerra alemán de Austria. El artista se mudó de Viena a Múnich para evitar entrar en bancarrota. Durante el III Reich se encargó de realizar propaganda para los nazis.

## Biografía
Adolf Reich  nacido en Viena, era hijo de un fundidor de metales que creó esculturas de bronce y otras obras de arte forjadas. El pintor autodidacta Reich trabajó durante siete años como pintor de escenografía para el Teatro Alemán de Viena. En 1910 dedicó su vida a ser un artista autónomo. Además, se convirtió en ilustrador y pronto se convirtió en uno de los artistas más solicitados en el campo. 
Reich fue rechazado para ser soldado en la Primera Guerra Mundial, pero en 1915 fue asignado como pintor de regimiento integrado con las tropas. Pintó en trincheras y otras posiciones dentro de las primeras líneas del frente; muchas de sus representaciones de guerra fueron representadas en "Österreichs Illustrierte Zeitung". En 1916 empieza a atender a la  Academia de Arte de Viena
En 1916 empieza a atender a la  Academia de Arte de Viena, junto con eso empezó a  expone anualmente en la Academia. En 1926, Reich se mudó a Múnich para escapar del caos financiero y de una posible bancarrota personal en Austria. Como miembro del personal permanente de "Leipzig Illustrierte" y recibiendo constantes encargos de muchas otras revistas y periódicos como el Süddeutsche Post y el Münchner Illustrierte Zeitung, se hizo muy respetado en pocos años. En su mejor situación financiera le permitió comenzar de nuevo con su pasión: Pintura de género. En 1927 se convirtió en presidente del grupo de artistas recién fundado "Wiener Heimatkunst" (Arte local vienés).
También fue en Múnich donde Adolf Reich comenzó a trabajar para los nazis creando postales populares y arte de propaganda. De 1938 a 1944, Reich tuvo diez pinturas en las Grandes Exposiciones de Arte Alemanas; tres fueron comprados por Hitler por precios de hasta 20.000 RM. Reich pintó dos de los cuadros de propaganda más conocidos de los nazis.
"Colección de lana en un grupo local de Múnich" se exhibió en 1942 y también se imprimió en “Kunst dem Volk” en septiembre. La pintura fue creada en el contexto de la campaña rusa. Debido a la expansión no planificada de la guerra, la mayoría de las divisiones no estaban equipadas con suficiente ropa de invierno y para satisfacer la enorme demanda iniciada en octubre de 1941, se llevaron a cabo recolecciones de pieles y lanas en toda Alemania.
En 1944, Reich perdió su casa y estudio por uno de los ataques aéreos realizados por los aliados. Después de la guerra, fue encarcelado en las afueras de Salzburgo, Austria, junto con cientos de oficiales nazis de alto rango. Reich recibió la orden de pintar retratos de oficiales estadounidenses y sus esposas, lo que continuó haciendo hasta al menos 1949. Una vez liberado, volvió a Salzburgo de manera permanente. Debido a su relación con los nazis, nunca se le permitió perseguir su sueño de enseñar arte. En 1953 perdió a su esposa, que siempre le había apoyado. Reich vivió una vida aislada y se dedicó por completo a su arte. Durante estos últimos años tranquilos creó una colección de cuadros de género significativos y retratos magistrales.
Adolf Reich murió en 1963 en Salzburgo.

## Obras
Principalmente autodidacta, su arte de género se considera uno de los mejores de este período. La pasión de Reich era capturar los momentos cotidianos, ordinarios y sin importancia de la vida. Su atención al detalle y su habilidad para hacer que los elementos más mundanos sean perfectos en impresionantes. Para muchos de su tiempo, sin embargo, tales representaciones realistas fueron menospreciadas e incluso ridiculizadas y burladas. Al mirar una pintura del Reich, uno no recogerá una comprensión profunda y metafísica del alma, sino más bien una paz tranquila que trasciende la afectación artística.
Una gran proporción de las obras mostradas en la Casa de Arte Alemán eran desnudos femeninos, que, por ejemplo, constituían alrededor del diez por ciento en las secciones de imágenes de los catálogos de exposiciones que se publican anualmente. El cuadro “Der Kunst- und Naturfreund”, creado en 1939, irónicamente ironiza de manera intencional o involuntariamente sobre el arte de como es una forma de mirar las imágenes eróticas: el artista, aunque viejo y con canas pero con las privilegiadas jóvenes desnudas que pasean por su estudio.

#### "El mayor sacrificio"
La obra hecha en 1943 representa las primeras noticias desastrosas que provienen de la batalla de Stalingrado. Dos miembros de la Hitler Jugend están recolectando para Winterhilfswerk. Los civiles responsables les están dando dinero. Al fondo podemos ver el Munich Siegestor y una joven viuda con un cochecito de bebé. Dos mujeres miran detrás de ellas al soldado al que le habían amputado la pierna. Originalmente había planes para un stand para este cuadro con la inscripción compuesta por Hitler: "El que duda entre dar o no, debería mirar hacia atrás". Vería a alguien que ofreciera un sacrificio mucho mayor ".
Según los nazis esta va a representar el sacrificio de los soldados alemanes en las diferentes batallas del frente oriental.